# Lecane latissima
Lecane latissima is een raderdiertjessoort uit de familie Lecanidae. De wetenschappelijke naam van deze soort is voor het eerst geldig gepubliceerd in 1955 door Yamamoto.